# 劉士儁
劉士儁（?—?），隋朝人物，彭城（今江苏省徐州市）人。
劉士儁性情至孝，他的母亲去世后，为母亲守丧时，多次气绝而后复苏。一勺水不入口中一共七天，在母亲坟墓之侧结下草庐，背负着泥土堆成坟丘，在周围种上松树柏树。狐狸和狼都驯服，都为他取食。隋文帝即位后，表彰劉士儁的家门。